# Зворыгин, Игорь Вячеславович
Игорь Вячеславович Зворыгин (род. 15 августа 1963, Курган) — российский государственный деятель, и.о. руководителя Администрации города Кургана (2014).

## Биография
Игорь Вячеславович Зворыгин родился 15 августа 1963 года в городе города Кургане Курганской области.
В 1986 году окончил Курганский машиностроительный институт по специальности «гусеничные и колесные машины», присвоена квалификация «инженер-механик».
С апреля 1986 года по январь 2002 года работал на Курганском машиностроительном заводе имени В.И. Ленина (ОАО «Курганмашзавод»): мастер сборочно-сварочного цеха, ведущий экономист планово-экономического отдела, начальник бюро, заместитель начальника финансового управления. В 1997 году прошёл переподготовку по курсу «Финансовое управление и анализ инвестиционных проектов».
С февраля 2002 года по август 2003 года — начальник финансового отдела, заместитель директора по финансам МУП «Курганводоканал».
С августа 2003 года по март 2006 года — председатель Финансово-казначейского Комитета Администрации города Кургана.
С марта 2006 года по июнь 2009 года — заместитель Руководителя Администрации города Кургана, председатель Финансово-казначейского Комитета.
В 2009 году проходил курсы повышения квалификации по программе «Муниципальное управление».
С июня 2009 года по октябрь 2014 года — заместитель Руководителя Администрации города Кургана, директор Департамента финансов.
В 2011 году прошёл профессиональную переподготовку по программе «Государственное и муниципальное управление».
17 сентября 2014 года Курганская городская Дума провела внеочередное, 71 заседание и приняла досрочную отставку Руководителя Администрации города Кургана  Александра Георгиевича Якушева по собственному желанию. В соответствии с решением депутатов, до назначения руководителя Администрации города Кургана по конкурсу временно исполняющего полномочия Руководителя Администрации города Кургана стал Игорь Зворыгин, директор Департамента финансов Администрации города Кургана. Игорь Вячеславович исполнял обязанности руководителя Администрации с 8 августа 2014 года, в связи с уходом в очередной отпуск А. Г. Якушева и началом его предвыборной кампании.
3 октября 2014 года Александр Васильевич Поршань был назначен на должность Руководителя Администрации города Кургана.
С октября 2014 года — первый заместитель Руководителя Администрации города Кургана, директор Департамента финансов.
28 сентября 2016 года Курганская городская Дума согласовала кандидатуру И.В. Зворыгина на должность заместителя Руководителя Администрации, директора Департамента финансов.

## Награды
- Нагрудный знак «Отличник финансовой работы» (2014)
- Занесён в Галерею «Курганцы - гордость города», номинация «Лучший среди служащих» (2010)[6][7]
- Почетная грамота Правительства Курганской области (2010)
- Почетная грамота Главы города Кургана (2008)
- Благодарственное письмо Губернатора Курганской области (2006)
- Благодарственное письмо Курганской областной Думы (2013)
- Благодарственное письмо Главы города Кургана (2006)
- Победитель Российского конкурса «Менеджер года в государственном и муниципальном управлении – 2010» в номинации «Эффективная финансовая политика»[8].